# Jens Grahl
Jens Grahl (Stuttgart, 1988. szeptember 22. –) német labdarúgó, az Eintracht Frankfurt kapusa.

## Pályafutása
2006–2009 között a Greuther Fürth, 2009–2016 között a TSG Hoffenheim labdarúgója volt. 2011–12-ben a Paderborn 07 csapatában szerepelt kölcsönben. 2016–2021 között a VfB Stuttgart játékosa volt. 2021 óta az Eintracht Frankfurt labdarúgója.

## Sikerei, díjai
- VfB Stuttgart
  - Bundesliga 2: 2016-17

- Eintracht Frankfurt
  - Európa-liga: 2021–22